# Morgen in Alabama
Pour plus de détails, voir Fiche technique et Distribution.
Morgen in Alabama (titre international : Man Under Suspicion) est un film dramatique allemand réalisé, produit et coscénarisé par Norbert Kückelmann et sorti en 1984.

## Distribution
- Maximilian Schell : Lawyer Landau
- Lena Stolze : Jessica Kranz
- Robert Aldini : Werner Kranz
- Wolfgang Kieling : Reporter 'Watergate'
- Kathrin Ackermann : Judge
- Manfred Rendl : Public Prosecutor
- Reinhard Hauff : Holm
- Jörg Hube : Commissioner Sommer
- Klaus Höhne : Presiding Magistrate
- Robert Atzorn : Attorney-General
- Patricia Kückelmann : Kathrin Landau
- Markus Urchs : Dropout
- Despina Avramidou : Greek Woman
- Elisabeth Bertram : Grandmother
- Florian Furtwängler : Zurek
- Jan Groth : Discouser
- Sylvia Weiss : Landau's secretrary
- Friedhelm Schraven : Inspector
- Claus-Dieter Reents : Innkeeper
- Reinhard Kolldehoff : Politician
- Dagobert Lindlau : Reporter